# Moonak
Moonak è una suddivisione dell'India, classificata come nagar panchayat, di 14.928 abitanti, situata nel distretto di Sangrur, nello stato federato del Punjab. In base al numero di abitanti la città rientra nella classe IV (da 10.000 a 19.999 persone).

## Geografia fisica
La città è situata a 29° 49' 11 N e 75° 53' 12 E.

## Società

### Evoluzione demografica
Al censimento del 2001 la popolazione di Moonak assommava a 14.928 persone, delle quali 7.967 maschi e 6.961 femmine. I bambini di età inferiore o uguale ai sei anni assommavano a 2.335, dei quali 1.319 maschi e 1.016 femmine. Infine, coloro che erano in grado di saper almeno leggere e scrivere erano 7.761, dei quali 4.626 maschi e 3.135 femmine.